# Messe aux truffes
La messe aux truffes fut instituée en 1952, par Henri Michel-Reyne, curé de Richerenches, Vaucluse. Elle est depuis célébrée chaque troisième dimanche de janvier, en hommage à saint Antoine, le patron chrétien des trufficulteurs et du diamant noir, dont la fête est le 17 janvier. À cette occasion, lors de la quête, la corbeille se remplit de truffes qui sont vendues ensuite aux enchères à l'issue de l'office.

## La première messe aux truffes
Autrefois, l'Église appelait les truffes « les champignons du diable », mais elle autorisa, dans les années 1950, à Richerenches, paroisse de l'enclave des papes, la célébration annuelle d'une messe par le nouveau curé l'abbé Michel. Cette commune était déjà célèbre pour ses truffières et son marché aux truffes qui s'y déroulait depuis 1923, tous les samedis entre la mi-novembre et la mi-mars.
L'intérieur de l'église templière de Richerenches étant assez délabré, il était urgent de renflouer les finances paroissiales pour faire des travaux et le nouveau curé « le Père Michel eut cette fantastique idée de faire une messe aux truffes pour récolter de l'argent ». Il fut décidé qu'à la quête ne seraient acceptées que des « mélanos » et que celles-ci seraient ensuite mises aux enchères lors d'une criée à la sortie de la messe.

## La Confrérie du diamant noir et de la gastronomie
Réparations faites, la célébration de la messe aux truffes perdura et prit une nouvelle ampleur au cours des années 1980. En 1982 a été créée à Richerenches la Confrérie du diamant noir et de la gastronomie. Quatre ans plus tard, Marthe Herbert et Odette Escoffier, membres de cette association, recevaient l'aval de l'abbé Gleyse, nouveau curé de la paroisse, pour participer à la cérémonie en costume d'apparat. 

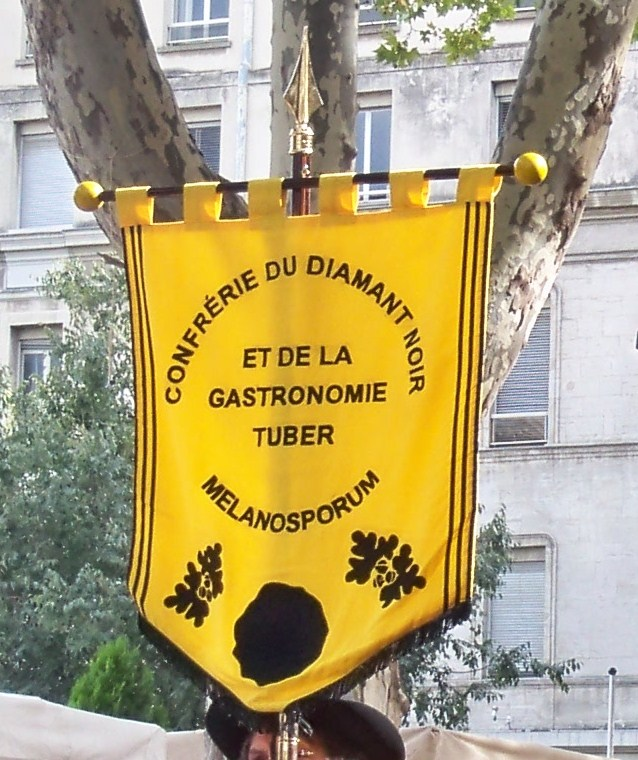
Bannière de la confrérie du diamant noir et de la gastronomie.
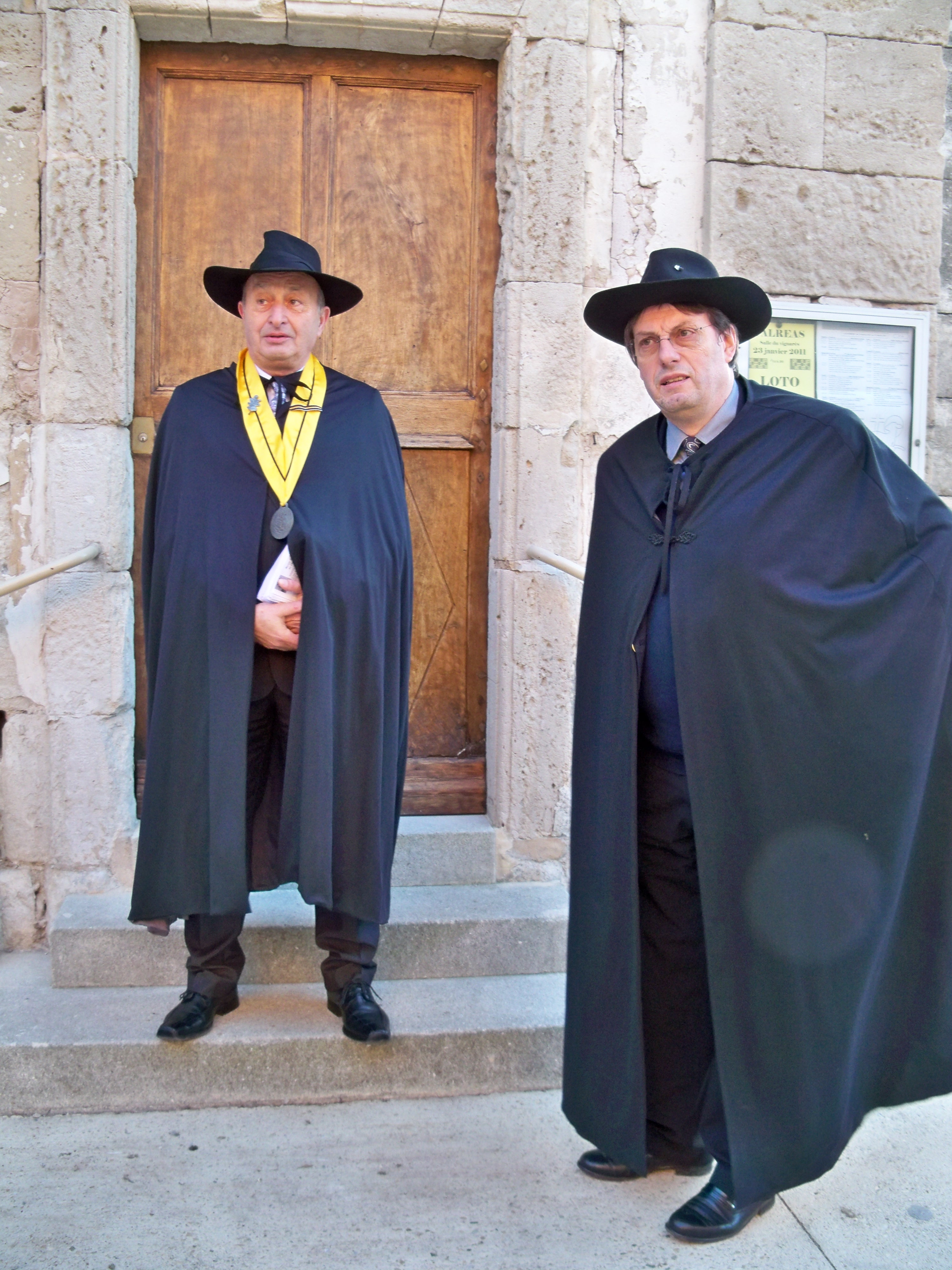
Membres de la confrérie du diamant noir et de la gastronomie.

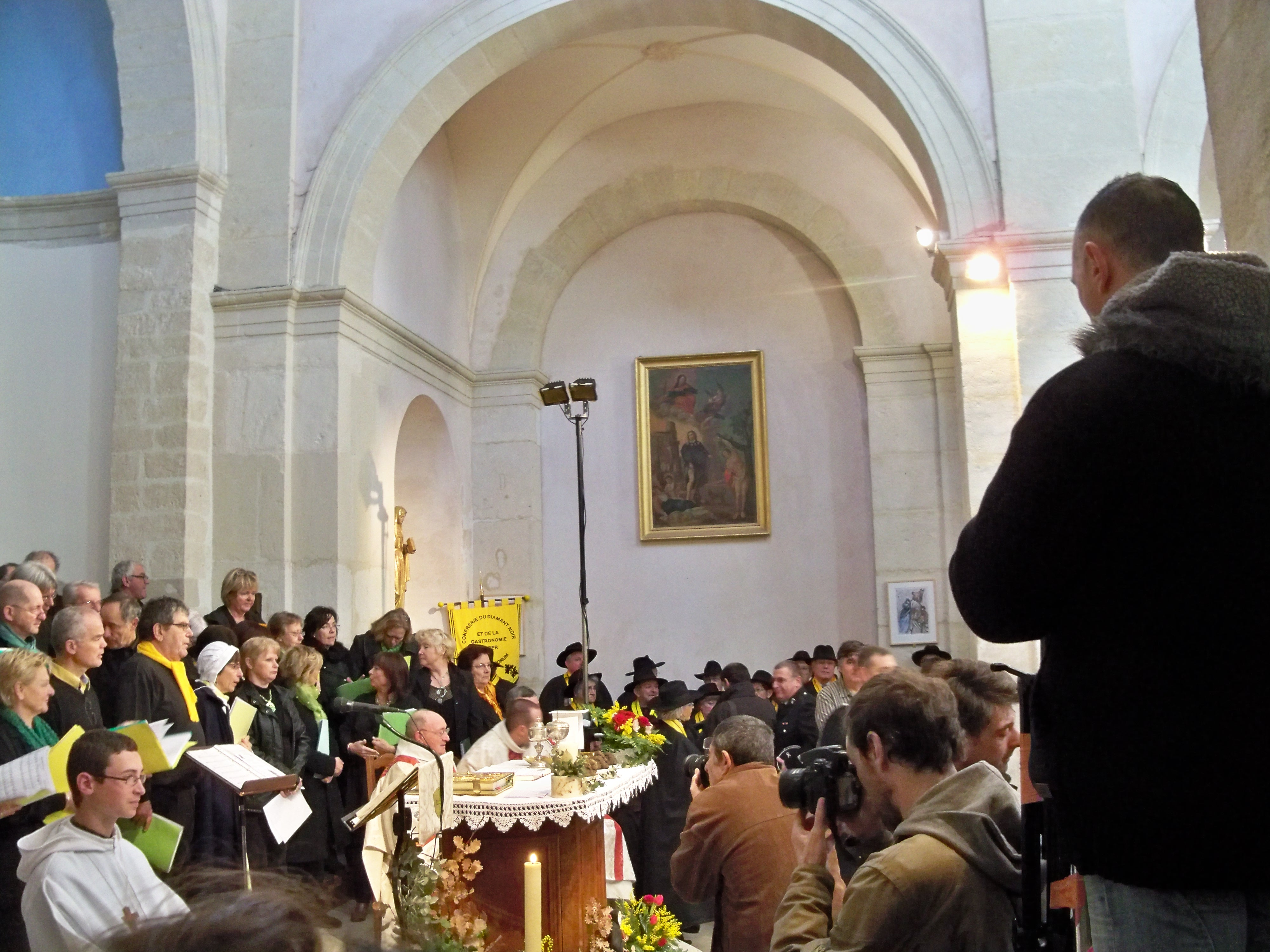
La messe aux truffes sous les objectifs des photographes.

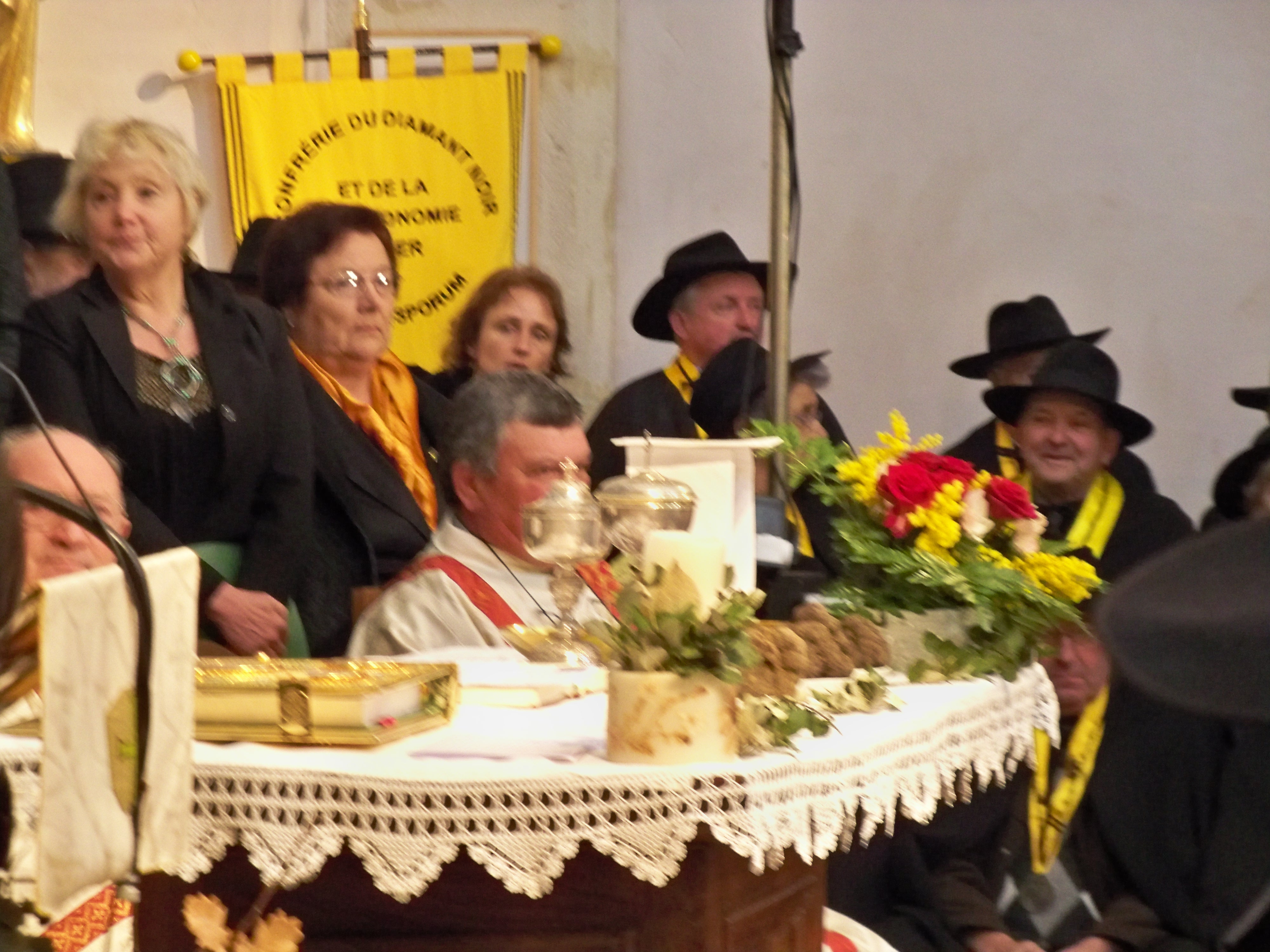
Les truffes déposées sur l'autel.

Depuis tous les médias se sont emparés de l'événement. Et chaque année, pour le troisième dimanche de janvier, la grand messe chantée de 10 heures 30 fait église comble. Sur son parvis, il reste autant de curieux et de fidèles que de privilégiés ayant pu pénétrer à l'intérieur avec les journalistes et les photographes venus du monde entier. Pour les frileux un circuit de télévision interne permet de suivre l'office sur grand écran dans la salle capitulaire des templiers. S'ils ne sentent pas les fragrances des truffes, ils peuvent, au moins, écouter le sermon en provençal et reprendre les refrains des chants traditionnels de la chorale Cor d'Erau. 
À l'intérieur se pressent tous les professionnels, trufficulteurs, courtiers, négociants, pépiniéristes et dresseurs de chien, qui ne manqueraient pour rien au monde cette cérémonie où il est de bon ton, lors de la quête, de déposer ostensiblement dans la corbeille un des plus beaux diamants noirs récoltés dans la semaine.

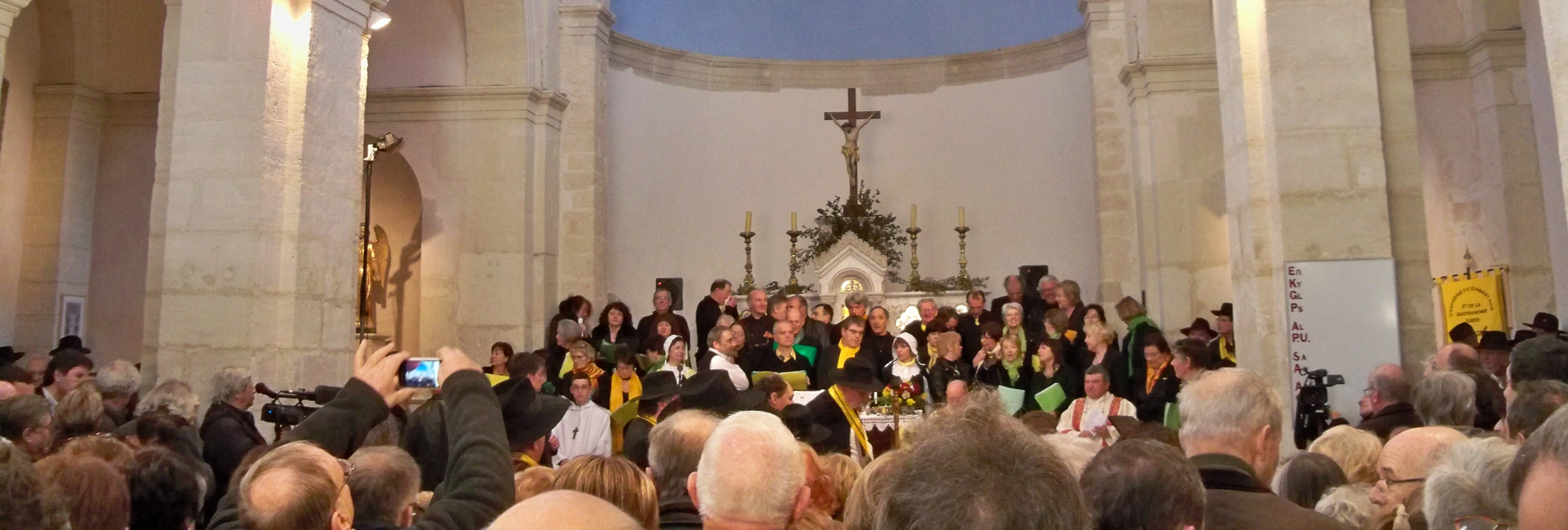
L'église comble lors de la messe aux truffes.

## La criée
Elle se déroule à la fin de la messe. Les truffes sont pesées et vendues aux enchères devant l'hôtel de ville. En dépit du froid généralement glacial, les prix flambent. Celles de 2011 ont rapporté 5 065 €. La matinée se termine par un apéritif d'honneur et un repas tout aux truffes servi sur réservation.